# Либерально-прогрессивная партия (Коста-Рика, 2016)
Либерально-прогрессивная партия (исп. Partido Liberal Progresista) — либеральная политическая партия в Коста-Рике, основанная в 2016 году.

## История
Основана 27 февраля 2016 году и участвовала в парламентских выборах 2018 года, выставив депутатов в четырёх из семи провинций Сан-Хосе, Алахуэла, Эредия и Пунтаренас, но не получила мест в Законодательном собрании. Партию возглавляет бывший вице-министр транспорта при администрации Родригеса Эчеверрии Эльесер Феинсаиг Минц. Партия выступает с либеральных позиций как в экономической, так и в культурной сфере, поддерживая капиталистическую и свободную рыночную экономику, легализацию марихуаны, экстракорпоральное оплодотворение и однополые браки.

## Участие в выборах

### Парламентские выборы
| Выборы | Лидер                 | Голосов | %      | Мест    | +/-   | Место | Положение                 |
| ------ | --------------------- | ------- | ------ | ------- | ----- | ----- | ------------------------- |
| 2018   | Эльесер Феинсаиг Минц | 12 537  | 0,59 % | 0 из 57 | новая | 14/21 | Непарламентская оппозиция |